# Unguizetes clavatus
Unguizetes clavatus är en kvalsterart som beskrevs av Aoki 1967. Unguizetes clavatus ingår i släktet Unguizetes och familjen Mochlozetidae. Inga underarter finns listade i Catalogue of Life.